# Камень (Воложинский район)
Камень (бел. Камень) — деревня в Воложинском районе Минской области Белоруссии, в составе Ивенецкого сельсовета. Население 518 человек (2009).

## География
Камень находится в 6 км к юго-западу от центра сельсовета посёлка Ивенец и в 26 км к юго-востоку от райцентра, города Воложин. Деревня стоит на границе со Столбцовским районом. В Камне начинается небольшая река Каменка (бассейн Березины, притока Немана). Камень связан местными дорогами с Ивенцом и окрестными деревнями.

## Этимология
По поводу названия деревни существует следующая легенда. Было это более тысячи лет тому назад. Среди лесов и полей стояло небольшое поселение, домов на 10, жили люди хорошо, собирали богатые урожаи. На отшибе селения стоял дом портного. В ночь перед Пасхой случилось страшное событие. Портной, жадный до денег и богатства, не праздновал Пасху. Он работал в этот день. В наказание за это Бог превратил его дом в огромный камень. Он и сейчас лежит на том месте, его хорошо видно с дороги Ивенец — Камень.

## История
Впервые поселение упоминается в первой половине XV века как имение Гедигольдовичей. В 1451 году здесь основан католический приход. В конце XV — первой половине XVI века Камень был во владении Заберевских, которые в 1522 году построили здесь костёл. К этому же периоду относится первое упоминание Каменского замка, расположенного у местечка. В результате административно-территориальной реформы середины XVI века в Великом княжестве Литовском Камень стал принадлежать Минскому повету Минского воеводства.
Во второй половине XVI—XVII веках местечко несколько раз переходило из рук в руки, в 1679 году в городке построили новый католический храм.
В результате второго раздела Речи Посполитой (1793 год) Камень оказался в составе Российской империи в Минском уезде Минской губернии. В 1795 году здесь было 49 дворов, проводились большие ярмарки. В первой половине XIX века Камень находился во владении Сологубов и Плевако, во второй половине XIX — начале XX века принадлежал Арнольдам и Яштальдам. Согласно результатам переписи 1897 года в городке было 116 дворов, католический храм, синагога, богадельня, магазин, корчма, три кузницы, магазин, баня.
Согласно Рижскому мирному договору (1921) Камень оказался в составе межвоенной Польской Республики, в Столбцовском повете Новогрудского воеводства. С 1939 года в составе БССР.
Во время Великой Отечественной войны почти всё еврейское население деревни было уничтожено в Ивенецком гетто. Под оккупацией Ивенец и окрестные деревни находились с 25 июня 1941 года до 6 июля 1944 года. Исторический католический храм 1679 года сгорел во время войны.
В 1971 году здесь было 234 двора и 879 жителей, в 1997 году — 220 дворов и 690 жителей. В 1990 году был освящён новый кирпичный католический храм.

## Культура
- Дом культуры

## Достопримечательности
- Городище. Расположено в 400 м на юг от деревни на берегу Каменки. Имеет размеры 92 на 88 метров. Вероятно здесь находился средневековый Каменский замок. Городище включено в Государственный список историко-культурных ценностей Республики Беларусь[6].
- Валун «Чёртов Камень».
- Католический храм Св. Апостолов Петра и Павла (1990 год) на месте деревянного костёла.
- Фрагменты еврейского кладбища
- В 15 км от деревни около шоссе находится могила жертв фашизма, где похоронено 72 мирных жителя, которые были заживо сожжены 6 ноября 1942 года. В 1966 году над могилой поставлен обелиск.
- В центре деревни Камень также стоит обелиск погибшим в годы Великой Отечественной войны 27 сельчанам.